# Alberto Alén Pérez
Alberto Alén Pérez (* 21. November 1948 in Havanna; † 14. Oktober 2004) war ein kubanischer Cellist und Musikwissenschaftler.

## Leben
Alén begann seine musikalische Ausbildung am Conservatorio de Música Alejandro García Caturla und erhielt 1975 einen Abschluss als Cellist am Conservatorio Amadeo Roldán. Parallel besuchte er Klassen des Musikwissenschaftlers Argeliers León und studierte bis 1985 Musikwissenschaft am  Instituto Superior de Arte (ISA). Zusätzlich absolvierte er ein Psychologiestudium an der Universität Havanna. Als Cellist war er im Orchester des Instituto Cubano de la Radio y la Televisión (ICRT) aktiv.
Am ISA leitete Alén die Lehrstühle für Forschungsmethodik und Statistik in der Musikwissenschaft. Daneben leitete er seit dessen Gründung das Centro de Investigaciones de la Música Cubana (CIDMUC). Für das Buch Diagnosticar la musicalidad wurde er mit dem Musikwissenschaftspreis der Casa de las Américas ausgezeichnet.

## Schriften
- Perspectivas de la investigación musical actual, 1976
- La forma de las formas musicales, 1981
- La génesis del espacio musical, 1986
- Diagnosticar la Musicalidad, 1988
- Aproximación al gusto musical: en busca de una metódica